# Culiță Tărâță
Culiță Tărâță (n. 6 decembrie 1952, Bozieni, România – d. 22 noiembrie 2014, Piatra-Neamț, Neamț, România) a fost un deputat român în legislaturile 2000-2004 și 2008-2012, ales în județul Neamț pe listele partidului PSD.
În anul februarie 2010 a demisionat din PSD, iar ulterior a devenit membru fondator și vicepreședinte al UNPR.
Din 2012 a fost președinte al Consiliului Județean Neamț.
Tărâță era la acel moment singurul președinte de CJ din țară din partea UNPR.
În anul 2013, averea lui Culiță Tărâță era estimată la 110 milioane de euro, ocupând locul 23 în topul Forbes.

## Controverse
De profesie inginer agronom, Culiță Tărâță a fost unul dintre cei mai controversați politicieni ai PSD. A fost fondatorul firmei TCE 3 Brazi, una din primele trei companii agricole din România, care din 2001 până în 2013 a avut în administrare Insula Mare a Brăilei. Firma a intrat în faliment în septembrie 2014, după ce în ultimii 6 ani a avut profituri de 50 de milioane de euro, însă a acumulat datorii de 30 de milioane de euro, dintre care 22 de milioane de euro către Agenția Domeniilor Statului, reprezentând restanțe și penalități din arendele aferente anilor 2002-2007.